# Atletica leggera ai XVII Giochi del Mediterraneo - Staffetta 4×100 metri maschile
Ai XVII Giochi del Mediterraneo, la competizione della staffetta 4×100 metri maschile si è svolta il 28 giugno 2013.

## Finale
| Pos.    | Paese   | Atleti                                                                            | Tempo | Note |
| ------- | ------- | --------------------------------------------------------------------------------- | ----- | ---- |
| Oro     | Italia  | Simone Collio Davide Manenti Jacques Riparelli Michael Tumi                       | 39"06 |      |
| Argento | Grecia  | Efthimios Steryioulis Christos Kalamaras Emmanouil Paterakis Panagiotis Andreadis | 40"22 | SB   |
| Bronzo  | Turchia | İsmail Aslan Ferhat Altunkalem İzzet Safer Umutcan Emektas                        | 42"82 |      |
| NC      | Francia | dq                                                                                |       |      |